# Sutherland (Escocia)
Sutherland (del gaélico escocés: Cataibh) la zona recibe el nombre en conformidad con sus áreas tradicionales: Dùthaich 'Ic Aoidh (noroeste), Asainte (Assynt) y Cataibh (este). Sin embargo, Cataibh a menudo se ha usado refiriéndose a la región como un todo) fue un condado de registro, área municipal y condado administrativo histórico de Escocia. Actualmente está dentro del área de gobierno local de Highland en las Tierras Altas escocesas.
La capital del condado y único burgo del mismo, es Dornoch. Otros asentamientos son Bonar Bridge, Lairg, Brora, Durness, Embo, Tongue, Golspie, Helmsdale, Lochinver y Kinlochbervie.

## Etimología
Sutherland deriva de la percepción escandinava de la tierra como "meridional" (Suðrland sirgnificando "tierra meridional"). Los escandinavos se referían de idéntico modo a las Islas occidentales como Suðreyjar (las "islas meridionales"), al sur en relación con las "Islas septentrionales" de las Orcadas, las Shetland y las Islas Feroe.
Sutherland tiene dos nombres principales en el gaélico escocés indígena del condado: Cataibh puede usarse para todo el condado, pero históricamente tendía a aplicarse al sureste, y Dùthaich MhicAoidh (País Mackay) que era usado para noroeste, a veces referido como el Reay Country en inglés. Cataibh puede leerse como que significa entre los gatos y el elemento gato aparece como Cait en Caithness. El nombre gaélico escocés para Caithness, sin embargo, es Gallaibh, lo que significa entre los extranjeros (esto es, los escandinavos nórdicos que se asentaron ampliamente en esta zona).

## Geografía

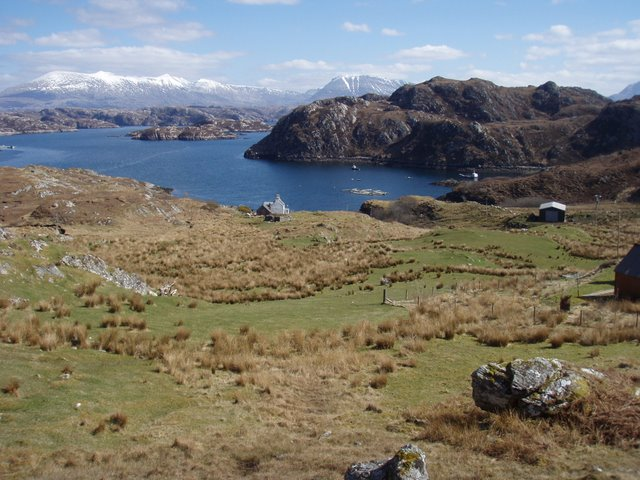
Bahía de Fanagmore en Sutherland.

Así como Caithness al norte y al este, Sutherland tiene la costa del Mar del Norte (Moray Firth) en el este, el condado histórico de Ross and Cromarty (surgido de la fusión de Ross y Cromarty) al sur y la costa atlántica en el oeste y el norte.
En el extremo más septentrional está el Ben Hope, el munro que queda en un paisaje accidentado y desolado de páramos al sureste de Loch Hope.
El paisaje interior es accidentado y muy poco poblado, siendo el condado histórico quinto en cuanto a tamaño de Escocia, pero con menos población que una ciudad escocesa de las Tierras Bajas de tamaño medio. Se extiende desde el Atlántico al oeste, hasta el Pentland Firth y cruzando al mar del Norte. Las costas tienen acantilados muy altos en el este y el norte, desiguales en las playas de Oeste y arenosas en el norte. Como es de esperar, la mayor parte de la población está asentada en ciudades marítimas, como Helmsdale y Lochinver, que hasta muy recientemente obtenían la mayor parte de sus ingresos de la rica pesca en aguas alrededor de las islas británicas. El remoto extremo noroeste del condado, el Cabo Wrath es el punto más noroccidental de Gran Bretaña.
Las infraestructuras de transportes son pobres. La carretera A9, principal vía de la costa este, es exigente al norte de Helmsdale, en particular en el tristemente célebre Berriedale Braes. Hay pocos caminos interiores, la única línea férrea es la Far North Line de la costa este y no hay aeropuertos. 
En cuanto a riqueza, la mayor parte del antiguo condado es pobre con relación al resto del Reino Unido con pocas oportunidades de trabajo más allá del empleo dependiente de la administración. Tampoco hay colegios o presencia universitaria en este antiguo condado.

## Historia

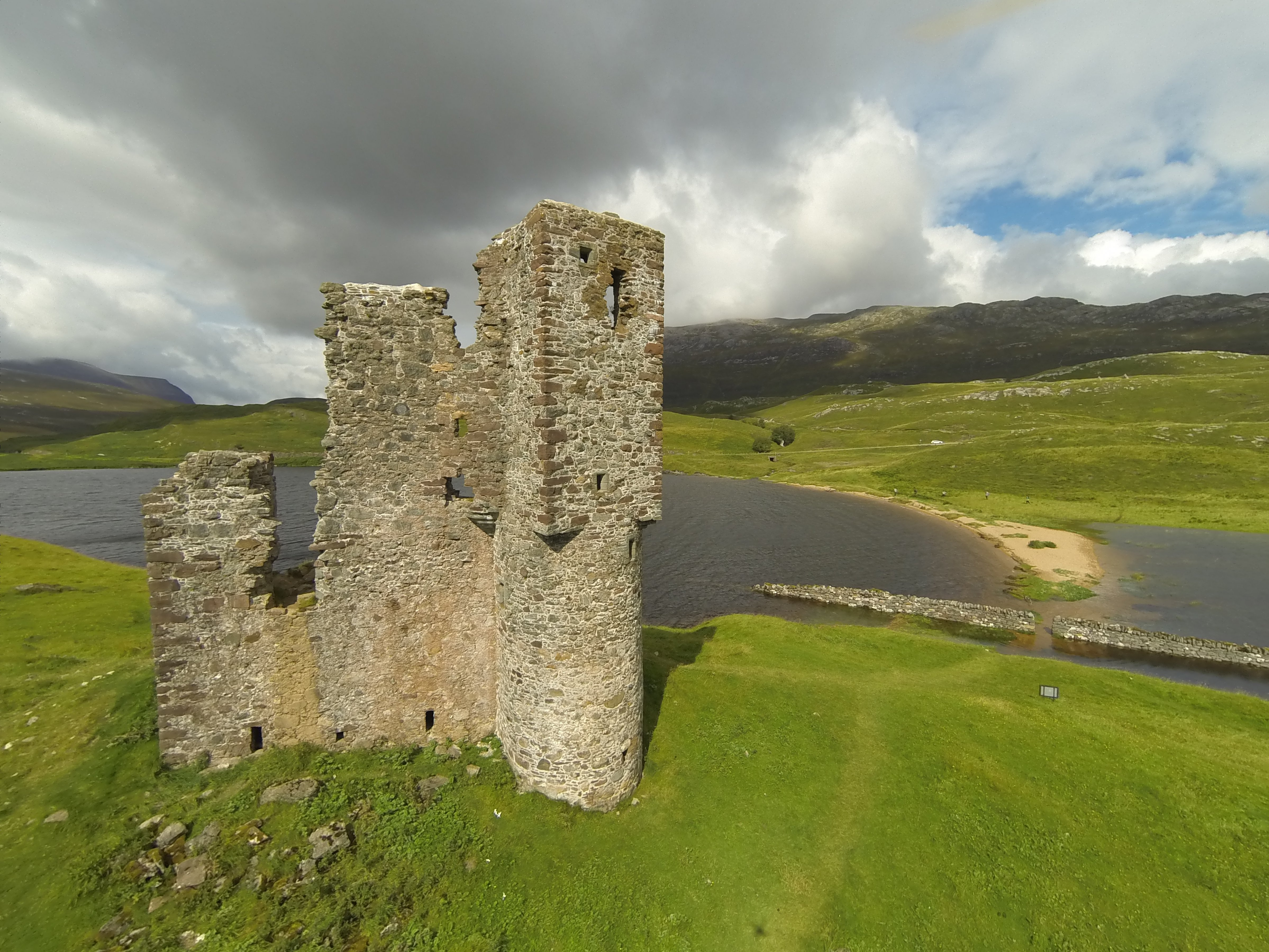
Castillo de Ardvreck.

El nombre Sutherland se remonta a la época del dominio escandinavo sobre gran parte de las Tierras Altas e Islas, especialmente en el norte y el oeste, que tuvo quizás su zénit a principios del siglo XI, cuando Sigurd el Fuerte era jarl de las Orcadas. Suðrland era entonces tierra al sur de, o en el sur de, la noruega Caithness. Como un condado escocés, sin embargo, Sutherland también incluye territorio que queda al oeste del condado de Caithness.
Sutherland, especialmente la gran esquina noroeste del condado, tradicionalmente conocida como Strathnaver, era el hogar del poderoso y guerrero Clan Mackay, y como tal en gaélico se le llamó Dùthaich 'Ic Aoidh, la Patria de Mackay. Incluso hoy esta parte del país es conocida como el País Mackay y, a diferencia de otras regiones de Escocia en la que los nombres tradicionalmente asociados con la región se han diluido, hay aún una preponderancia de Mackays en el Dùthaich. 
Sutherland es conocido por su memoria más triste: las Highland Clearances: el desahucio forzado de la población de sus casas por los terratenientes para dejar espacio a las grandes rebaños de ovejas trashumantes en el siglo XVIII. Sutherland sufrió más que la mayor parte de las Tierras Altas, dispersando a la gente a lugares lejanos y dispersos por todo el globo. Las clearances también  forzaron a muchos a moverse desde sus hogares en las tierras del interior a ir a vivir a la costa, ganándose la vida a duras penas como pescadores. Los pueblos surgidos como consecuencia de esta política fueron los que formaron las últimas comunidades que hablaban gaélico que se pueden encontrar en la costa oriental de Escocia como descubrió Nancy Dorian a principios de los años 1960, y hay todavía algunos hablantes nativos del dialecto de Sutherland del este del gaélico en esta región.
El condado administrativo se convirtió en gobierno local en 1890, y fue abolido en 1975, cuando el distrito de Sutherland fue creado como uno de los ocho distritos de la región de gobierno local de las Tierras Altas. La región fue creada al mismo tiempo que el distrito. El distrito se abolió en 1996, mientras que la región se convirtió en un área de consejo unitaria.